# Fujitsu
Công ty Hữu hạn Fujitsu (富士通株式会社 (Phú Sĩ Thông châu thức hội xã) Fujitsū Kabushiki-kaisha) là một công ty Nhật Bản chuyên ngành trong lĩnh vực bán dẫn, máy tính, truyền thông và dịch vụ đặt trụ sở tại Tokyo.
Thành lập năm 1935, hiện tại Fujitsu có 170.000 công nhân và 500 nhánh công ty khắp thế giới. Tính tới năm 2016 chủ tịch tập đoàn của Fujitsu là ông Tatsuya Tanaka. Tại thị trường quốc tế, Fujitsu coi IBM là đối thủ chính trong khi tại thị trường nội địa, NEC được coi là đối thủ của Fujitsu. Đối với mảng dịch vụ, vị trí của Fujitsu thường nằm ở vị trí thứ 3 đến thứ 5 trên thế giới và số 1 tại thị trường Nhật Bản.
Chiến lược phát triển của Fujitsu luôn tuân thủ theo 1 định nghĩa gọi là "Đường lối Fujitsu" (Fujitsu Way).
Tiến xa ra thị trường toàn cầu, Fujitsu mang theo những sự đổi mới đột phá trong cách suy nghĩ của người Nhật và độ chính xác của người Đức, khi đa số các sản phẩm về công nghệ như Server, Storage đều được sản xuất ở Nhật Bản và Đức.
Theo con số thống kê gần nhất (2017) thì Fujitsu đứng hạng 248 các công ty, tập đoàn toàn cầu theo số liệu của Fortune 500 ranking.
Khẩu hiệu của công ty là "Shaping tomorrow with you" (Cùng bạn định hình tương lai) và trước đó là "The possibilities are infinite" (Mọi khả năng là vô tận). Có thể nhìn thấy ở phía dưới logo chính của công ty và kết nối với logo nhỏ ở trên chữ J và I trong từ Fujitsu.